# Grevillea argyrophylla
Espèce
Classification phylogénétique
Grevillea argyrophylla est une espèce de buisson de la famille des Proteaceae endémique au sud-ouest de l'Australie-Occidentale.
Il mesure généralement entre 1 et 6 mètres de hauteur et a son pic de floraison entre juillet et octobre (du milieu de l'hiver au milieu du printemps) dans son aire d'origine. Les fleurs sont blanches, parfois teintées de rose. Les feuilles obovales font généralement de 15 à 60 mm de long et 2,5 à 8 mm de large.
L'espèce a été décrite formellement par Carl Meissner dans Hooker's Journal of Botany and Kew Garden Miscellany en 1855, à partir de matériau recueilli par James Drummond.